# 제임스 코튼
제임스 코튼(James Cotton, 1935년 7월 1일 ~ 2017년 3월 16일)은 미국의 블루스 하모니카 연주자, 가수이자 작곡가이다. 수많은 위대한 블루스 아티스트들과 자신의 밴드에서 함께 연주하고 녹음했다. 그는 경력 초기에는 드럼을 연주했지만 하모니카 연주로 더 유명하다.

## 생애
미시시피주 투니카 출신이다. 소년 시절에 라디오 방송에서 흘러나오던 소니 보니 윌리엄슨 2세의 연주를 들으면서부터 음악에 관심을 갖게 되었고 삼촌과 함께 아칸소주 헬레나로 이주하게 된다.
1950년대에는 블루스 하프 밴드 하울링 울프의 멤버로 활동했다. 1953년에는 테네시주 멤피스에서 활동하던 선 레코드 소속 프로듀서인 샘 필립스에 의해 가수로 데뷔했다. 1955년에는 시카고로 이주했고 머디 워터스와 함께 밴드 활동을 전개했다.
1965년에는 피아노 연주자였던 오티스 스팬과 함께 지미 코튼 블루스 콰르텟를 결성했다. 1966년에는 머디 워터스가 속해 있던 밴드를 탈퇴했고 1967년에는 제임스 코튼 블루스 밴드를 결성했다.

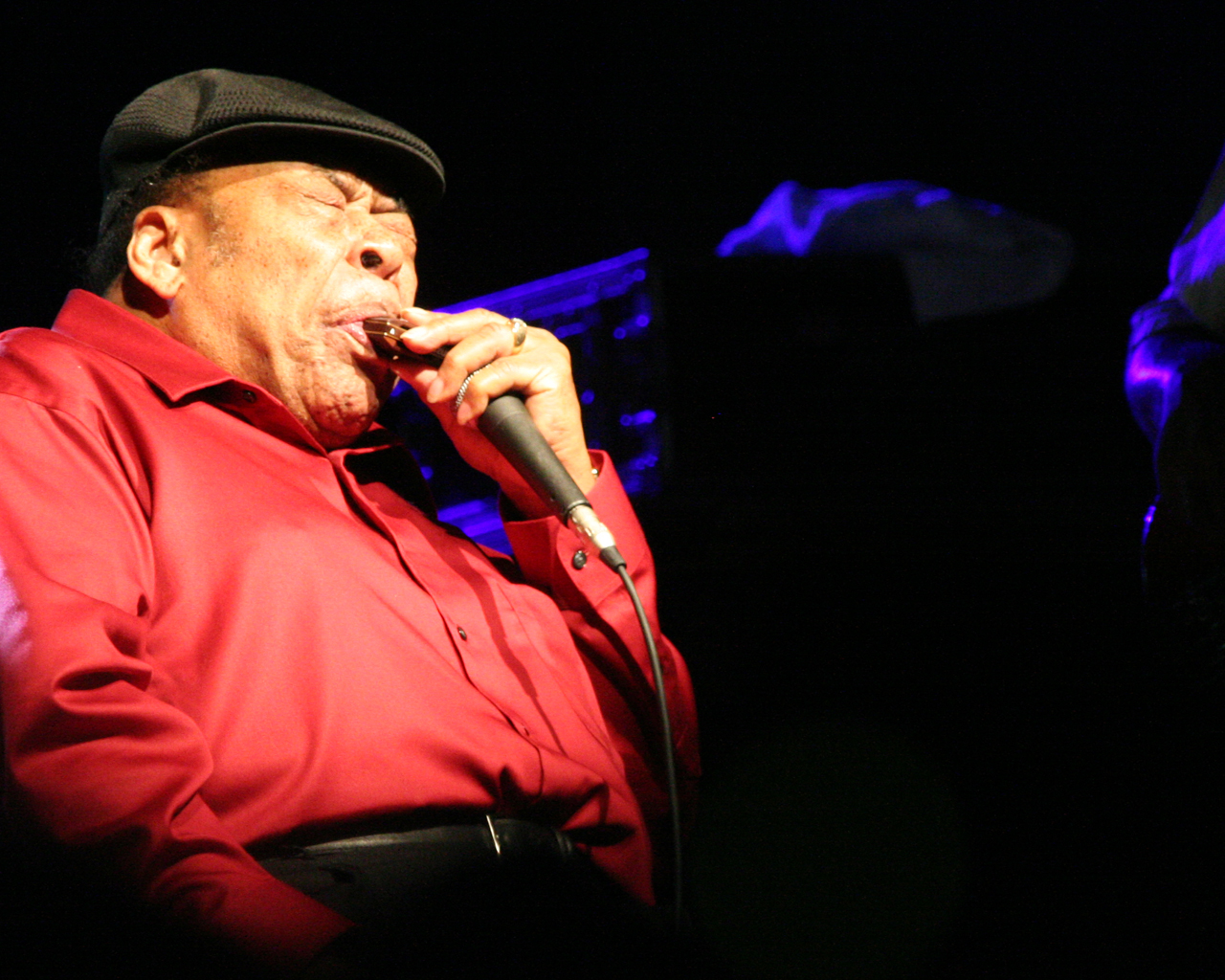
제임스 코튼 (2008년)

1970년대에는 부다 레코드에서 여러 장의 음반을 발표했다. 1977년에는 조니 윈터가 프로듀서를 맡은 머디 워터스의 음반인 《Hard Again》에서 하모니카 연주를 맡았다. 1980년대에는 앨리게이터 레코드에서 여러 장의 음반을 발표했다.
1996년에는 음반 《Deep in the Blues》를 통해 그래미상 최우수 트래디셔널 블루스 앨범 부문을 수상했다. 1990년대 중반에는 후두암 판정을 받게 되면서 노래를 할 수 없게 되었지만 가수를 고용하면서 음악 활동을 전개했다. 2006년에는 블루스 명예의 전당에 헌정되었다. 2017년 3월 16일 폐렴으로 인해 사망했다.

## 음반 목록
- Chicago/The Blues/Today!, vol. 2
- 1965년: Chris Barber Presents Jimmy Cotton and Chris Barber Presents Jimmy Cotton - 2 (45rpm EP)
- 1967년: The James Cotton Blues Band (Verve)
- 1968년: Cut You Loose! (Vanguard)
- 1968년: Cotton in Your Ears (Verve)
- 1970년: Taking Care of Business (Capitol)
- 1974년: 100% Cotton (맷 머피(Matt Murphy)와 공동 작업, Buddah)
- 1976년: Live & on the Move (Buddah)
- 1978년: High Energy (Buddah)
- 1984년: High Compression (Alligator)
- 1986년: Live from Chicago: Mr. Superharp Himself (Alligator)
- 1987년: Take Me Back (Blind Pig)
- 1988년: Live at Antone's (Antone's)
- 1990년: Harp Attack! (캐리 벨(Carey Bell), 주니어 웰스(Junior Wells), 빌리 브랜치(Billy Branch)와 공동 작업, Alligator)
- 1991년: Mighty Long Time (Anton's)
- 1994년: 3 Harp Boogie (Tomato)
- 1994년: Living the Blues (Verve)
- 1995년: Two Sides of the Blues
- 1996년: Deep in the Blues (Verve)
- 1998년: Seems Like Yesterday (Justin Time)
- 1998년: Late Night Blues: Live at the Penelope Café 1967 (Justin Time)
- 1999년: Best of the Vanguard Years (Vanguard)
- 1999년: Superharps (찰리 머슬화이트(Charlie Musselwhite), 슈가 레이 노시아(Sugar Ray Norcia), 빌리 브랜치(Billy Branch)와 공동 작업, Telarc)
- 2000년: Fire Down Under the Hill (Telarc)
- 2002년: 35th Anniversary Jam (Telarc)
- 2004년: Baby, Don't You Tear My Clothes (Telarc)
- 2007년: Breakin' It Up, Breakin' It Down (머디 워터스(Muddy Waters), 조니 윈터(Johnny Winter)와 공동 작업, Legacy)
- 2010년: Giant (Alligator)
- 2013년: Cotton Mouth Man (Alligator)